# Storia malata
Storia malata è un film realizzato nel 1999 scritto e diretto da Federico Rizzo. La pellicola partecipa in concorso in anteprima al Bellaria Film Festival.

## Trama
William DeMastro, pur nato in un contesto familiare agiato, soffre di una sorta di alienazione che lo spinge a vivere in maniera sofferta la sua condizione presente e rifuggirne. È così che William, cercando la fuga ed il distacco dalla sua condizione che percepisce come asfittica ed alla ricerca di una dimensione personale e sociale che sia più vera, si trasferisce temporaneamente in uno dei quartieri meno abbienti della metropoli. La scoperta di nuovi amici e di una nuova identità si rivela però effimera allorquando il protagonista si accorge che anche presso le persone che sta frequentando, i suoi nuovi amici, sono presenti i medesimi tratti sociali, l'ipocrisia e la smania di "arrivare" ed apparire che erano a lui insopportabili seppur in contesti differenti.

## Colonna sonora
Il brano musicale che funge da colonna sonora al film è scritto e cantato da Michele Albano.